# Charmauvillers
Charmauvillers ist eine französische Gemeinde mit 283 Einwohnern (Stand: 1. Januar 2022) im Département Doubs in der Region Bourgogne-Franche-Comté.

## Geographie
Charmauvillers liegt auf 849 m, neun Kilometer östlich von Maîche und etwa 32 Kilometer südsüdöstlich der Stadt Montbéliard (Luftlinie). Das Dorf erstreckt sich im Jura, am nach Süden geneigten Hang des Pré Maillot hoch über dem Tal des Doubs, nahe der Grenze zur Schweiz. Das Gemeindegebiet gehört zum Regionalen Naturpark Doubs-Horloger.
Die Fläche des 10,47 km² großen Gemeindegebiets umfasst einen Abschnitt des französischen Juras. Die südliche Grenze verläuft entlang dem Doubs, der hier durch ein canyonartig in die Hochflächen des Juras eingeschnittenes Tal nach Nordosten fließt.

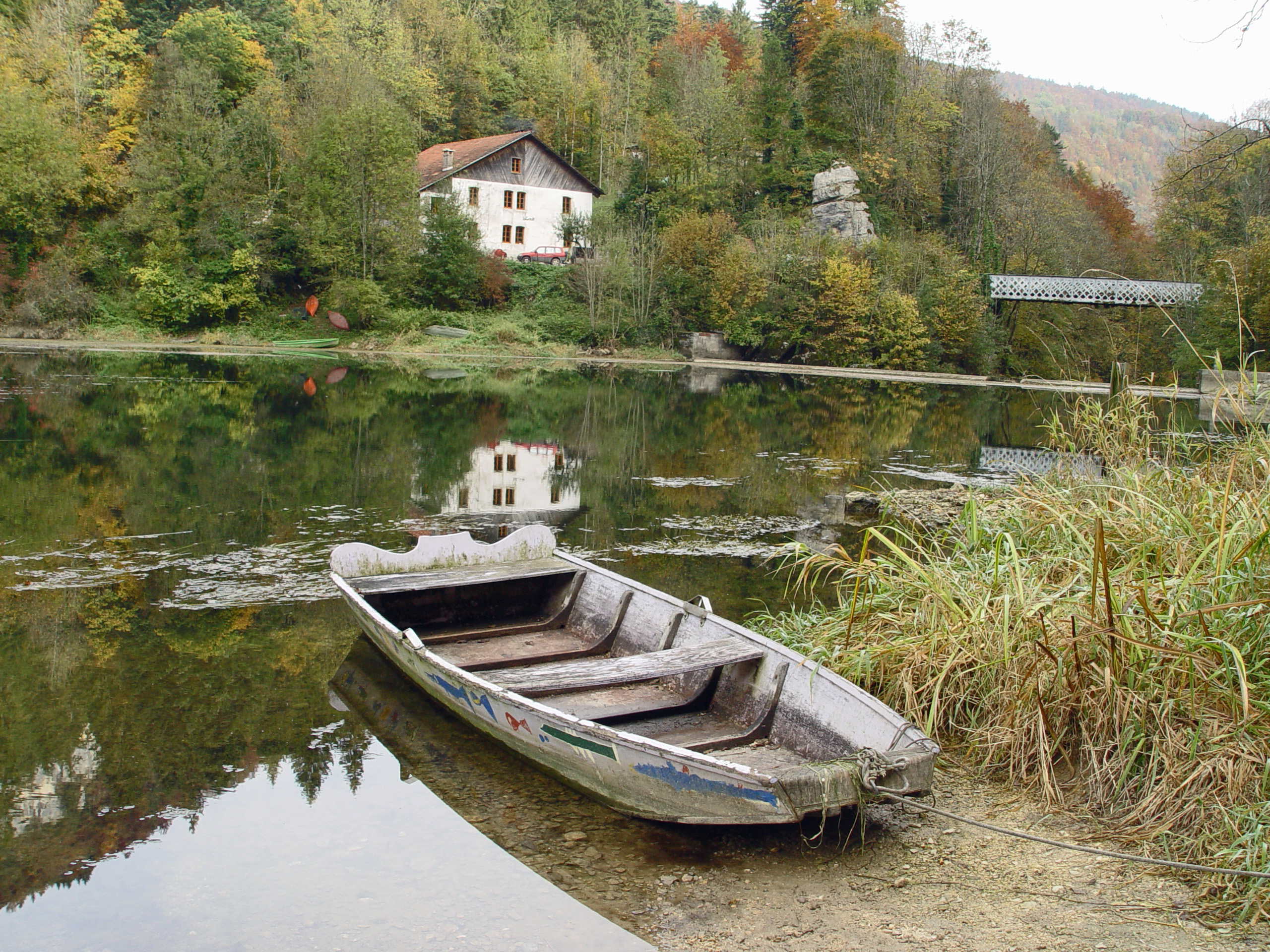
Aufgestauter Doubs bei La Goule

Bei La Goule wird der Fluss zu einem Talsee aufgestaut. Die steilen, meist bewaldeten Talhänge werden von markanten Kalkfelsbändern durchzogen. Vom Flusslauf erstreckt sich das Gemeindeareal nordwärts über den Steilhang bis auf die Geländeterrassen von Charmauvillers und Corbière, die durch den Einschnitt des Bief d’Étoz voneinander getrennt sind. Im Norden wird die Grenze durch die Höhen von Côte du Rang, Bois des Grands Champs, Col de la Vierge und Pré Maillot markiert, welche das Doubstal vom angrenzenden Hochplateau von Maîche trennen. Mit 1007 m wird nahe bei der Kuppe des Pré Maillot die höchste Erhebung von Charmauvillers erreicht.
Zu Charmauvillers gehören verschiedene Hofgruppen und Einzelhöfe. Nachbargemeinden von Charmauvillers sind Charquemont und Damprichard im Westen, Urtière im Norden, Goumois (Doubs) im Nordosten sowie die schweizerischen Gemeinden Saignelégier im Osten und Le Noirmont im Südosten.

## Geschichte
Bedeutende Teile des Dorfes wurden bei einem Erdbeben im Jahr 1356 durch herabrollende Felsblöcke zerstört. Zusammen mit der Franche-Comté gelangte Charmauvillers mit dem Frieden von Nimwegen 1678 an Frankreich. Zu einer Gebietsveränderung kam es 1868, als die vorher selbständige Streusiedlung Les Essarts Cuenot mit Charmauvillers fusioniert wurde.

## Sehenswürdigkeiten
Die Dorfkirche von Charmauvillers wurde im 19. Jahrhundert erbaut. Im Ortskern sind verschiedene Bauernhäuser aus dem 18. und 19. Jahrhundert im traditionellen Stil des Haut-Doubs erhalten. Im Doubstal befindet sich die Kapelle Norte-Dame-des-Ermites in Bief d’Étoz, die 1694 errichtet wurde.

## Bevölkerung
| Jahr                       | 1962 | 1968 | 1975 | 1982 | 1990 | 1999 | 2005 | 2018 | 2020 |
| Einwohner                  | 270  | 277  | 234  | 229  | 189  | 207  | 240  | 259  | 278  |
| Quellen: Cassini und INSEE |      |      |      |      |      |      |      |      |      |

Mit 283 Einwohnern (Stand 1. Januar 2022) gehört Charmauvillers zu den kleinen Gemeinden des Départements Doubs. Nachdem die Einwohnerzahl in der ersten Hälfte des 20. Jahrhunderts deutlich abgenommen hatte (1906 wurden noch 407 Personen gezählt), wurde seit Beginn der 1990er-Jahre wieder ein leichtes Bevölkerungswachstum verzeichnet.

## Wirtschaft und Infrastruktur
Charmauvillers war bis weit ins 20. Jahrhundert hinein ein vorwiegend durch die Landwirtschaft (Viehzucht und Milchwirtschaft) und die Forstwirtschaft geprägtes Dorf. Daneben gibt es heute einige Betriebe des lokalen Kleingewerbes, unter anderem eine Uhrenfabrik und eine Käserei. Viele Erwerbstätige sind auch Wegpendler, die in den umliegenden größeren Ortschaften ihrer Arbeit nachgehen.
Die Ortschaft liegt abseits der größeren Durchgangsstraßen an einer Departementsstraße, die von Maîche nach Goumois führt. Eine weitere Straßenverbindung besteht mit Urtière.